# Rieth (Straelen)
Rieth ist ein Ortsteil der Stadt Straelen.

## Lage
Rieth liegt direkt an der deutsch-niederländischen Grenze bei Venlo. Zur Autobahnauffahrt auf die BAB 40 sind es nach Südosten 2,5 km. Rieth besitzt ein grünes „Ortseingangsschild“.

## Infrastruktur
Durch Rieth fließt der Amandusbach, der nach dem Heiligen Amandus benannt ist. Viele landwirtschaftliche Betriebe prägen das Erscheinungsbild.
Bekanntheit erlangte der Ort durch das „Dr.-Isidor-Hirschfelder-Schullandheim Herongen“. Dieses wurde seit den 1950er-Jahren durch die Stadt Krefeld betrieben. Baumängel und der damit verbundene hohe Sanierungsaufwand führten 2019 zur Stilllegung.
Unweit des Landschulheims liegt ein kleiner See, der von einem ortsansässigen Schiffsmodellbauclub als Vereinsgewässer betrieben wird.